# Hanna (Mähren)

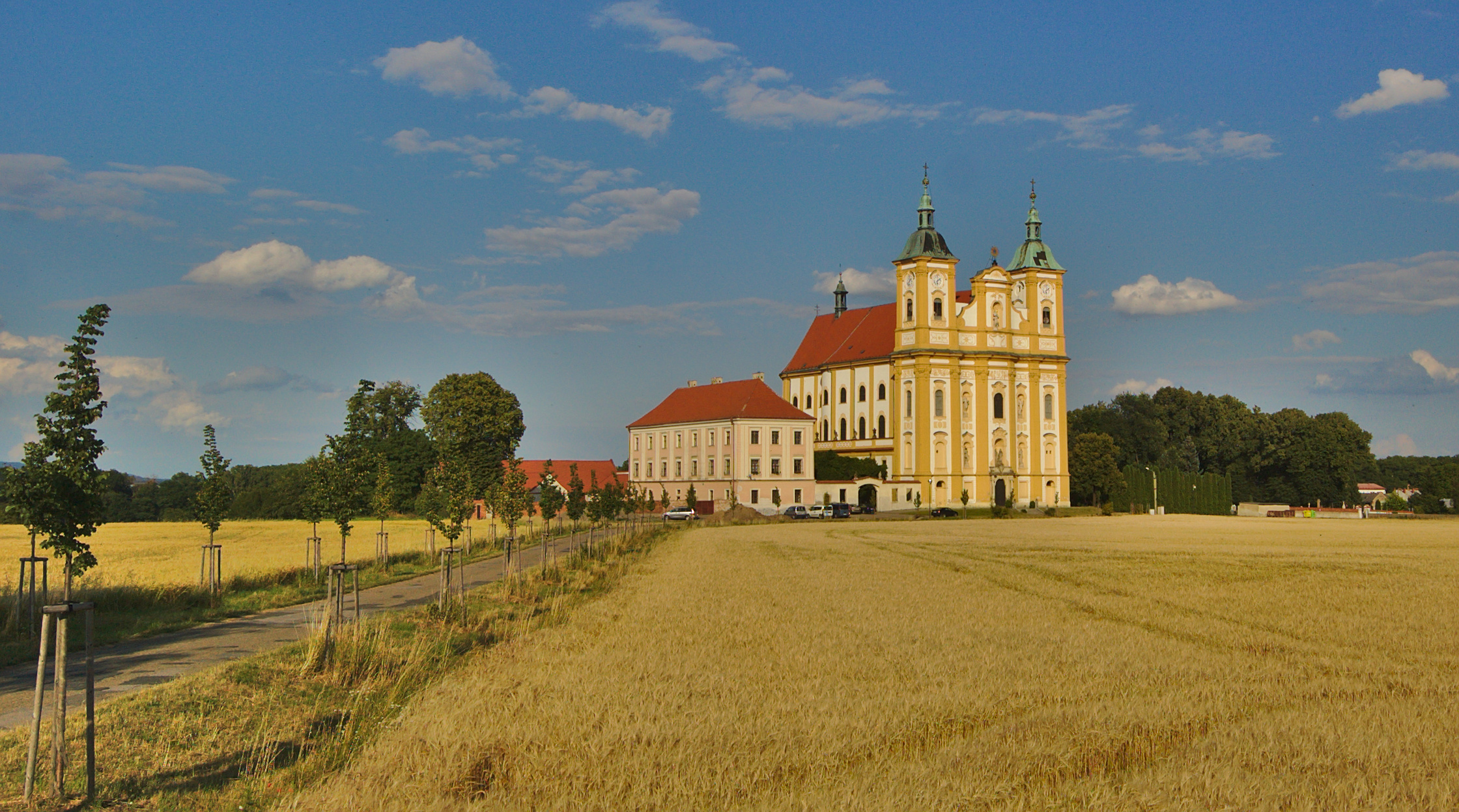
Typische Flachlandschaft der Hanna, im Hintergrund die Wallfahrtskirche in Dub an der March

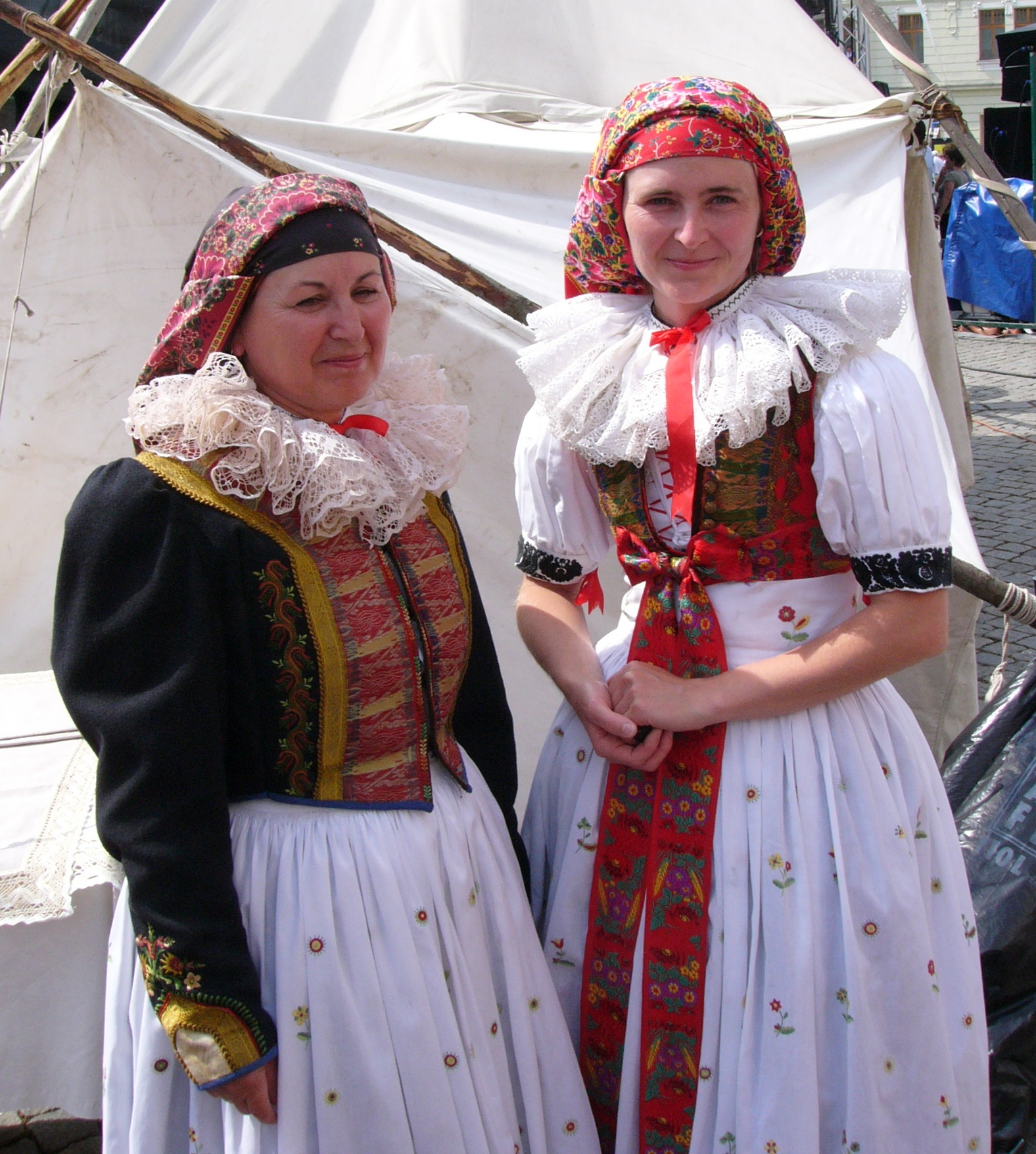
Hannakische Frauentracht

Hanna (tschechisch Haná) oder Hanakei (tschechisch Hanácko) ist eine ungefähr 1550 km² große, sehr fruchtbare, von den Flüssen Haná und March durchzogene Ebene in Mähren in Tschechien.

## Lage
Sie liegt zwischen den Städten Olmütz, Kroměříž, Prostějov und Vyškov. Ihre Bewohner werden Hannaken genannt. Der traditionell zu Österreichisch-Schlesien gehörende Teil wird als Slezská Haná bezeichnet.
Die Bezeichnung Haná für die Region taucht seit dem 17. Jahrhundert in schriftlichen Quellen auf, so in der Landkarte des Johann Amos Comenius aus dem Jahr 1627. Bis zum 19. Jahrhundert entwickelte sich hier eine spezifische Volkskultur mit einem eigenen Kleidungsstil, Bräuchen, Volksmusik, Volkstanz und bäuerlicher Architektur. Der mittelmährische oder mährisch-hanakische Dialekt ist eine Untergruppe der mährischen Sprache. 
Bekannt sind insbesondere die reichen bäuerlichen Trachten, die von den Männern  bis etwa 1880 und von den Frauen bis zum Anfang des 20. Jahrhunderts getragen wurden. Die Tradition der Volkstrachten wird heute von Folklore-Gruppen gepflegt. In den Gemeinden Rymice, Příkazy und Lysovice befinden sich Museumsdörfer mit typischen Bauernhäusern der Region.